# 仁賀保誠尚
仁賀保 誠尚（にかほ しげなお）は、江戸時代初期から前期にかけての旗本。

## 経歴
慶安元年（1648年）、3代将軍・徳川家光に拝謁。承応2年（1653年）、父の家督を継いで小普請に列する。承応3年（1654年）、小姓組の番士に列する。
子の誠信が家督を継いだ。

## 系譜
- 父：仁賀保誠政
- 母：桑山貞晴の娘
- 正室：桑山貞寄の娘
- 長男：仁賀保誠信
- 長女：仁賀保誠方室